# Basketbalová Extraliga žien 2016-2017
Il campionato slovacco di pallacanestro femminile 2016-2017 è stato il venticinquesimo.
Il Dobrí anjeli Košice ha vinto il campionato per la quattordicesima volta superando nella finale play-off il Piešťanské Čajky per 3-0.

## Regolamento
Le squadre al termine della regular season partecipano ad una seconda fase, dividendosi in due gruppi di classificazione per i play-off, nei quali si assegna il titolo di campione della Slovacchia. L'ultima squadra classificata disputa uno spareggio con la prima della 1. liga.

## Squadre partecipanti
Alle squadre dell'edizione 2015-16 si aggiunge l'UKF Nitra promossa dalla 1. liga.
- Dobrí anjeli Košice, detentore
- Piešťanské Čajky, finalista
- MBK Ružomberok
- ŠBK Šamorín
- BAM Poprad
- Banská Bystrica
- UKF Nitra
- BK Slovan Bratislava
- BK SOUŽ Cassovia Košice

## Stagione regolare
Le diciotto giornate si sono giocate tra il 1º ottobre 2016 e il 4 febbraio 2017.

### Classifica
|  | Pos. | Squadra              | Pt. | G  | V  | P  | PtF  | PtS  | Dif. | DPsc | Qualif.       |
|  | ---- | -------------------- | --- | -- | -- | -- | ---- | ---- | ---- | ---- | ------------- |
|  | 1.   | Good Angels Košice   | 27  | 14 | 13 | 1  | 1343 | 669  | +674 | +18  | al gruppo 1-4 |
|  | 2.   | Piešťanské Čajky     | 27  | 14 | 13 | 1  | 1156 | 712  | +444 | -18  | al gruppo 1-4 |
|  | 3.   | MBK Ružomberok       | 23  | 14 | 9  | 5  | 961  | 823  | +138 |      | al gruppo 1-4 |
|  | 4.   | ŠBK Šamorín          | 22  | 14 | 8  | 6  | 925  | 920  | +5   |      | al gruppo 1-4 |
|  | 5.   | BAM Poprad           | 19  | 14 | 5  | 9  | 760  | 1014 | -254 | +4   | al gruppo 5-8 |
|  | 6.   | Banská Bystrica      | 19  | 14 | 5  | 9  | 769  | 1033 | -264 | -4   | al gruppo 5-8 |
|  | 7.   | UKF Nitra            | 16  | 14 | 2  | 12 | 744  | 1047 | -303 |      | al gruppo 5-8 |
|  | 8.   | BK Slovan Bratislava | 15  | 14 | 1  | 13 | 664  | 1104 | -440 |      | al gruppo 5-8 |
|  | 9.   | Cassovia Košice      | -   | -  | -  | -  | -    | -    | -    |      |               |

Legenda:
       Campione della Slovacchia.
      Ammessa al gruppo 1-4.
      Ammessa al gruppo 5-8.
      Abbandona la competizione.
  Vincitrice della Coppa della Slovacchia 2017
Note:
Due punti a vittoria, uno a sconfitta.

### Risultati
|                    | POP    | BBY   | CAS    | GAK    | RUZ   | PIE    | SAM    | SLO    | NIT    |
| ------------------ | ------ | ----- | ------ | ------ | ----- | ------ | ------ | ------ | ------ |
| BAM Poprad         |        | 65-51 | 50-45  | 41-88  | 44-64 | 46-103 | 53-66  | 62-54  | 75-58  |
| Banska Bystrica    | 67-57  |       | 67-35  | 57-113 | 62-60 | 51-91  | 56-73  | 80-58  | 65-61  |
| Cassovia K         | 44-56  | 60-57 |        | canc.  | 44-90 | 36-94  | canc.  | 48-62  | 59-75  |
| Good Angels Kosice | 105-29 | 94-41 | 109-22 |        | 97-64 | 75-52  | 105-51 | 121-32 | 89-32  |
| MBK Ruzomberok     | 78-46  | 77-40 | 70-36  | 59-65  |       | 65-76  | 69-63  | 84-34  | 74-56  |
| Piestanske Cajky   | 92-34  | 80-30 | canc.  | 75-70  | 89-50 |        | 63-59  | 107-44 | 103-44 |
| Samorin            | 69-63  | 75-43 | 63-46  | 71-94  | 66-78 | 51-86  |        | 72-46  | 69-38  |
| Slovan             | 56-70  | 71-62 | canc.  | 28-106 | 37-79 | 44-70  | 56-61  |        | 54-70  |
| UKF Nitra          | 63-75  | 58-64 | 75-52  | 37-121 | 48-60 | 49-69  | 70-79  | 60-50  |        |

## Seconda fase
Le gare si sono giocate tra l'11 febbraio e il 4 marzo 2017.

### Gruppo 1º-4º posto
Le squadre mantenendo i punti conquistati tra loro nella regular season, disputano ulteriori 6 giornate ciascuna.

### Classifica
|  | Pos. | Squadra            | Pt. | G  | V  | P  | PtF | PtS | Dif. | Qualif.     |
|  | ---- | ------------------ | --- | -- | -- | -- | --- | --- | ---- | ----------- |
|  | 1.   | Good Angels Košice | 23  | 12 | 11 | 1  | 987 | 713 | +274 | ai play-off |
|  | 2.   | Piešťanské Čajky   | 20  | 12 | 8  | 4  | 849 | 768 | +81  | ai play-off |
|  | 3.   | MBK Ružomberok     | 17  | 12 | 5  | 7  | 744 | 842 | -98  | ai play-off |
|  | 4.   | ŠBK Šamorín        | 12  | 12 | 0  | 12 | 696 | 953 | -257 | ai play-off |

Legenda:
       Campione della Slovacchia.
      Ammessa ai play-off.
  Vincitrice della Coppa della Slovacchia 2017
Note:
Due punti a vittoria, uno a sconfitta.

### Risultati
|                    | GAK   | RUZ   | PIE   | SAM   |
| ------------------ | ----- | ----- | ----- | ----- |
| Good Angels Kosice |       | 65-45 | 94-67 | 85-46 |
| MBK Ruzomberok     | 62-74 |       | 67-66 | 79-50 |
| Piestanske Cajky   | 65-80 | 67-38 |       | 68-61 |
| Samorin            | 56-83 | 64-68 | 58-75 |       |

### Gruppo 5º-8º posto
Le squadre mantenendo tutti i punti conquistati nella regular season, disputano ulteriori 6 giornate ciascuna.

### Classifica
|  | Pos. | Squadra              | Pt. | G  | V  | P  | PtF  | PtS  | Dif. | Qualif.     |
|  | ---- | -------------------- | --- | -- | -- | -- | ---- | ---- | ---- | ----------- |
|  | 5.   | BAM Poprad           | 30  | 20 | 10 | 10 | 1133 | 1334 | -201 | ai play-off |
|  | 6.   | Banská Bystrica      | 29  | 20 | 9  | 11 | 1135 | 1329 | -194 | ai play-off |
|  | 7.   | UKF Nitra            | 24  | 20 | 4  | 16 | 1089 | 1406 | -317 | ai play-off |
|  | 8.   | BK Slovan Bratislava | 22  | 20 | 2  | 18 | 971  | 1520 | -549 | ai play-off |

Legenda:
      Ammessa ai play-off.
Note:
Due punti a vittoria, uno a sconfitta.

### Risultati
|                 | POP   | BBY   | SLO   | NIT   |
| --------------- | ----- | ----- | ----- | ----- |
| BAM Poprad      |       | 64-54 | 83-55 | 50-61 |
| Banska Bystrica | 38-51 |       | 86-35 | 80-49 |
| Slovan          | 58-65 | 46-52 |       | 69-63 |
| UKF Nitra       | 54-60 | 51-56 | 67-44 |       |

## Play-off
Le gare si sono giocate tra il 15 marzo e il 26 aprile 2017.
|  | Quarti di finale | Quarti di finale   | Quarti di finale | Quarti di finale | Quarti di finale |    |                    | Semifinali | Semifinali | Semifinali | Semifinali | Semifinali | Semifinali | Semifinali |  |  | Finale | Finale             | Finale | Finale | Finale | Finale | Finale |
|  |                  |                    |                  |                  |                  |    |                    |            |            |            |            |            |            |            |  |  |        |                    |        |        |        |        |        |
|  | 1                | Good Angels Kosice | 73               | 103              |                  |    |                    |            |            |            |            |            |            |            |  |  |        |                    |        |        |        |        |        |
|  | 8                | Slovan Bratislava  | 31               | 36               |                  |    |                    |            |            |            |            |            |            |            |  |  |        |                    |        |        |        |        |        |
|  | 8                | Slovan Bratislava  | 31               | 36               |                  |    | Good Angels Kosice | 81         | 76         | 85         |            |            |            |            |  |  |        |                    |        |        |        |        |        |
|  |                  |                    |                  |                  |                  |    | Good Angels Kosice | 81         | 76         | 85         |            |            |            |            |  |  |        |                    |        |        |        |        |        |
|  |                  |                    | Samorin          | 43               | 50               | 51 |                    |            |            |            |            |            |            |            |  |  |        |                    |        |        |        |        |        |
|  | 4                | Samorin            | Samorin          | 43               | 50               | 51 | 84                 | 52         | 75         |            |            |            |            |            |  |  |        |                    |        |        |        |        |        |
|  | 4                | Samorin            |                  |                  |                  |    | 84                 | 52         | 75         |            |            |            |            |            |  |  |        |                    |        |        |        |        |        |
|  | 5                | BAM Poprad         | 56               | 69               | 45               |    |                    |            |            |            |            |            |            |            |  |  |        |                    |        |        |        |        |        |
|  |                  |                    |                  |                  |                  |    |                    |            |            |            |            |            |            |            |  |  |        | Good Angels Kosice | 71     | 79     | 69     |        |        |
|  |                  |                    |                  | Piestanske Cajky | 61               | 59 | 55                 |            |            |            |            |            |            |            |  |  |        |                    |        |        |        |        |        |
|  | 3                | MBK Ruzomberok     | 71               | 66               |                  |    |                    |            |            |            |            |            |            |            |  |  |        |                    |        |        |        |        |        |
|  | 6                | Banska Bystrica    | 58               | 52               |                  |    |                    |            |            |            |            |            |            |            |  |  |        |                    |        |        |        |        |        |
|  | 6                | Banska Bystrica    | 58               | 52               |                  |    | MBK Ruzomberok     | 39         | 56         | 62         |            |            |            |            |  |  |        |                    |        |        |        |        |        |
|  |                  |                    |                  |                  |                  |    | MBK Ruzomberok     | 39         | 56         | 62         |            |            |            |            |  |  |        |                    |        |        |        |        |        |
|  |                  |                    | Piestanske Cajky | 48               | 62               | 72 |                    |            |            |            |            |            |            |            |  |  |        |                    |        |        |        |        |        |
|  | 2                | Piestanske Cajky   | Piestanske Cajky | 48               | 62               | 72 | 91                 | 83         |            |            |            |            |            |            |  |  |        |                    |        |        |        |        |        |
|  | 2                | Piestanske Cajky   |                  |                  |                  |    | 91                 | 83         |            |            |            |            |            |            |  |  |        |                    |        |        |        |        |        |
|  | 7                | UKF Nitra          | 52               | 52               |                  |    |                    |            |            |            |            |            |            |            |  |  |        |                    |        |        |        |        |        |

|  | Terzo posto |                |    |    |    |  |
|  |             |                |    |    |    |  |
|  | 3           | MBK Ruzomberok | 77 | 79 | 74 |  |
|  | 4           | Samorin        | 61 | 89 | 63 |  |

### Semifinali e finali di classificazione
|  | Semifinali 5º-8º posto | Semifinali 5º-8º posto | Semifinali 5º-8º posto | Semifinali 5º-8º posto | Semifinali 5º-8º posto | Semifinali 5º-8º posto | Semifinali 5º-8º posto |  |  | Finale 5º posto   | Finale 5º posto   | Finale 5º posto   | Finale 5º posto | Finale 5º posto |  |
|  |                        |                        |                        |                        |                        |                        |                        |  |  |                   |                   |                   |                 |                 |  |
|  | 5                      | BAM Poprad             | 63                     | 49                     | 62                     | 58                     | 69                     |  |  |                   |                   |                   |                 |                 |  |
|  | 8                      | Slovan Bratislava      | 52                     | 57                     | 46                     | 61                     | 54                     |  |  | BAM Poprad        | BAM Poprad        | 56                | 69              | 60              |  |
|  | 6                      | Banska Bystrica        | Banska Bystrica        | 69                     | 49                     | 61                     | 55                     |  |  | Banska Bystrica   | Banska Bystrica   | 60                | 51              | 77              |  |
|  | 7                      | UKF Nitra              | UKF Nitra              | 57                     | 54                     | 48                     | 52                     |  |  |                   |                   |                   |                 |                 |  |
|  |                        |                        |                        |                        |                        |                        |                        |  |  |                   |                   |                   |                 |                 |  |
|  |                        |                        |                        |                        |                        |                        |                        |  |  | Finale 7º posto   |                   |                   |                 |                 |  |
|  |                        |                        |                        |                        |                        |                        |                        |  |  |                   |                   |                   |                 |                 |  |
|  |                        |                        |                        |                        |                        |                        |                        |  |  | UKF Nitra         | UKF Nitra         | UKF Nitra         | 51              | 58              |  |
|  |                        |                        |                        |                        |                        |                        |                        |  |  | Slovan Bratislava | Slovan Bratislava | Slovan Bratislava | 61              | 64              |  |

## Verdetti
- Campione della Slovacchia:  Dobrí anjeli Košice
Formazione:[3][4] (5) Rebecca Kate Allen, (31) Dominika Baburová, (9) Barbora Bálintová, (21) Vicki Baugh, (23) Denisa Blanárová, (8) Beáta Janoščíková, (12) Anna Jurčenková, (13) Lucia Kupčíková, (3) Teja Oblak, (11) Romana Stehlíková, (7) Zuzana Žirková, (25) Sofia Katarína Bilíková. All. Peter Jankovič.
- Retrocesse in 1. liga: nessuna
- Rinunce a campionato in corso:  Cassovia Košice.[2]
- Vincitrice Coppa della Slovacchia (Slovenský pohár):  Piešťanské Čajky